# Siófoki autóbusz-baleset (1980)
Az 1980-as siófoki buszbaleset június 30-án, hétfőn este 8 óra 55 perckor történt a város Darnay téri, fénysorompóval biztosított vasúti átjárójában, ahol a Nagykanizsáról Székesfehérvárra gépmenetben közlekedő, MÁV M62 sorozatú dízelmozdony összeütközött a 13. sz. Volán GF-22-68 forgalmi rendszámú Ikarus 260 autóbuszával, amely helyi járatként közlekedett. A balesetben 17 fő a helyszínen, 2 fő a kórházba szállítás után meghalt, 12 fő súlyosan megsérült. Az autóbusz vezetője is életét vesztette.

## A baleset
A buszvezető, Kovács László, a kaposvári 13. sz. Volán Vállalat dolgozója mint beugró sofőr a nyári idényben évek óta Siófokon segítette a mindig sok utast szállító helyi járatok továbbítását. Kollégái csendes, szabálytisztelő emberként ismerték, panaszt soha sem hallottak rá. A baleset idején már 13 órája volt szolgálatban, ebből 6 órát vezetett. A baleset idején pályakezdő – 2 héttel korábban vizsgázott – mozdonyvezető gépmenetben közlekedett Nagykanizsáról Székesfehérvárra. A sebességmérő óraszalag (menetregisztrátum) szerint az engedélyezett 60 km/h helyett 100 km/h-val haladt, de a pálya, a fénysorompó-berendezés és a mozdony is maximális 100 km/h sebességre volt kalibrálva és engedélyezve, csupán a MÁV-on belüli adminisztratív okokból (és nem az átjáróval összefüggésben) volt a 60 km/h-s korlátozás – a baleset bekövetkezésében nem játszott szerepet.
Bárdos Imre szerint:
"A forrásul szolgáló Lococlubos anyagot én írtam évekkel ezelőtt, az akkor hozzáférhető anyagok alapján. Azóta viszont a baleset vizsgálati iratai is kutathatóvá váltak. Ezekből kiderül, hogy az autóbusz elütésekor a mozdonyvonatként közlekedő M62 146 nem 60, hanem 95 km/h sebességgel haladt, csak a számára kiadott vonatszám (1259/II) volt 60/60-as sebességű tehervonaté."
Az ütközés a fénysorompóval biztosított Darnay téri vasúti átjáróban történt.
A buszsofőr felvette utasait a térnek a 7-es út és a vasúti pályatest közötti részén, az utóbbitól 22 méterre lévő megállóban, majd az ajtókat bezárva továbbindult, és rögtön ezután, lassítás nélkül ráhajtott a sínekre. Az éppen akkor odaérkező mozdony teljes erejével belerohant, középen kapva el a buszt, amelyet három részre szakított. Középső részét több száz méteren tolta maga előtt.
Mivel a szerencsétlenségben a buszsofőr is meghalt, nem derült ki, miért hagyta figyelmen kívül a fénysorompó tilos jelzését. Az autóbusz kifogástalan műszaki állapotban volt, a fénysorompó hibátlanul működött. A szakértők pillanatnyi figyelemkihagyás valószínűsítésével zárták le a vizsgálat erre vonatkozó részét. A baleset után a mozdonyvezetőt sokkos állapotban szállították kórházba. Hónapokig kezelték, mert idegösszeroppanást kapott. A balesetben lefolytatott eljárás a Volán felelősségét állapította meg, mivel nem gondoskodott idejében a buszsofőr leváltásáról.

## A balesetben életüket vesztették
- Balogh Tibor (21), pénztáros, Kaposvár
- Bán András dr. (39), orvos, Tatabánya
- Bán Ildikó (9), tanuló, Tatabánya
- Boros Mária dr. (39), orvos, Tatabánya
- Borvendég István (14), Tatabánya
- Budai Béla (63), pénzügyi csoportvezető, Fadd
- Bugarová, Mária (35), csehszlovák állampolgár, Révkomárom
- Elfallah, Musztafa Akmedh (24), libanoni állampolgár
- Endl Gabriella (21), egyetemi hallgató, Dunaújváros
- Gönczi Imre (23), egyetemi hallgató, Budapest
- Kanan, Maggie (23), libanoni állampolgár, Tripoli
- Kovács László (48), a busz vezetője, Kaposvár
- Szebeczki Attila (11), Tatabánya
- Szebeczki Imréné dr. (33), gyógyszerész, Tatabánya
- Tóth Gábor (6), Miskolc
- Tóth István (30), gépésztechnikus, Miskolc
- Tóth Istvánné (30), építésztechnikus, Miskolc
- Varga Károly (33), elektroműszerész, Siófok
- Meg nem nevezett gyermekkorú áldozat: A névsort a szerdai lapok közlik, egy gyermekkorú áldozat azonosítása ekkor még folyamatban volt.[2][3]

## Később ugyanott
- 1980. december 8-án ugyanebben az átjáróban egy dízelmozdony személyautóval ütközött, amely a tilos jelzés ellenére hajtott az átjáróba. A mozdony a sín melletti kapcsolószekrénynek vágta az autót, mely azután kigyulladt. Sofőrje, egy siófoki fiatalember az összeroncsolt, égő kocsiban szörnyethalt.[4]
- 2003-ban ismét autóbusz hajtott a sínekre, ezúttal egy német turistákat szállító jármű. 38 utasából 5 fő maradt életben.